# Tracey Takes On...
Tracey Takes On... est une série télévisée américaine de sketchs en 47 épisodes de 30 minutes créée par l'humoriste américano-britannique Tracey Ullman diffusée du 24 janvier 1996 au 17 mars 1999 sur HBO.
Cette série est inédite dans les pays francophones.

## Synopsis
Tracey Ullman a créé et interprété un spectre de personnages tous plus exotiques les uns que les autres, hommes ou femmes, jeunes ou vieux.
Chaque semaine, chaque épisode met l'accent (takes on...) sur un certain sujet, qui trouvera sa solution dans l'épisode. Contrairement aux précédentes émissions de Tracey Ullman, dont les personnages n'apparaissaient qu'une semaine, ceux de Tracey takes on... peuvent se retrouver tout au long de la série.

## Distribution
De nombreux acteurs ont participé à l'émission, tels que Hugh Laurie, Tobey Maguire, Giovanni Ribisi, Jon Favreau, Carlos Mencia, Dan Futterman, Danny Woodburn, Patricia Belcher, etc.

## Épisodes

### Première saison (1996)
1. Romance
2. Charity
3. Nostalgia
4. Royalty
5. Family
6. Law
7. Vanity
8. Health
9. Death
10. Fame

### Deuxième saison (1997)
1. Sex
2. Fantasy
3. Mothers
4. Vegas
5. Secrets
6. Childhood
7. Food
8. 1976
9. Crime
10. Movies
11. Money
12. Race Relations
13. Supernatural
14. Politics
15. Music

### Troisième saison (1998)
1. Marriage
2. Hollywood
3. Smoking
4. Loss
5. Agents
6. Age
7. Man's Best Friend
8. Religion
9. Culture
10. Sports

### Quatrième saison (1999)
1. Dating
2. Drugs
3. Scandal
4. Hair
5. Lies
6. Erotica
7. Books
8. America
9. Road Rage
10. Hype
11. Obsession
12. The End of the World

## Récompenses
L'émission a remporté huit Emmy Awards, dont celui de la meilleure musique et de la meilleure série comique en 1997.

## Commentaires
En 1998, Ullman a publié un livre sur la série : Tracey Takes On....